# Rute Rosas
Rute Rosas (Porto, Portugal, 1972) é uma artista plástica de origem portuguesa. Licenciou-se em Escultura, obteve o seu mestrado em Multimédia, intitulado "Dentro de Mim" (2001) sob orientação de Bernardo Pinto de Almeida, Professor Catedrático da Universidade do Porto. O seu projeto de doutoramento em Arte e Design, "A Autocensura como Agente Poético Processual da Criação Escultórica - Projectos, Processos e Práticas Artísticas" (2011), foi desenvolvido sob orientação de Enric Tormo Ballester, Professor Catedrático da Universidade de Barcelona  na Faculdade de Belas Artes da Universidade do Porto. Participa, desde 1994, regularmente em exposições e eventos, tais como conversas, simpósios, feiras de arte e concursos de artes plásticas em Portugal e no estrangeiro. Leciona no curso de Artes Plásticas - Escultura da Faculdade de Belas Artes da Universidade do Porto, desde 1999, altura em que se tornou na primeira mulher a lecionar nesta área do conhecimento do ensino superior artístico no Porto.
Rute Rosas participou recentemente  na Biennale Internationale du Lin de Portneuf, Quebec, Canadá, (junho de 2019) onde a partir de reflexões sobre a condição humana, criou objetos esculturais como extensões / próteses para o corpo humano na sua situação contemporânea.
Participou na exposição ESBAP/FBAUP (1995), na Alfândega do Porto, com organização de Ângelo de Sousa, Carlos Carreiro e Carlos Barreira que marcou a entrada da Escola Superior de Belas Artes do Porto na Universidade do Porto, passando a designar-se por Faculdade de Belas Artes da Universidade do Porto (FBAUP).

## Arte

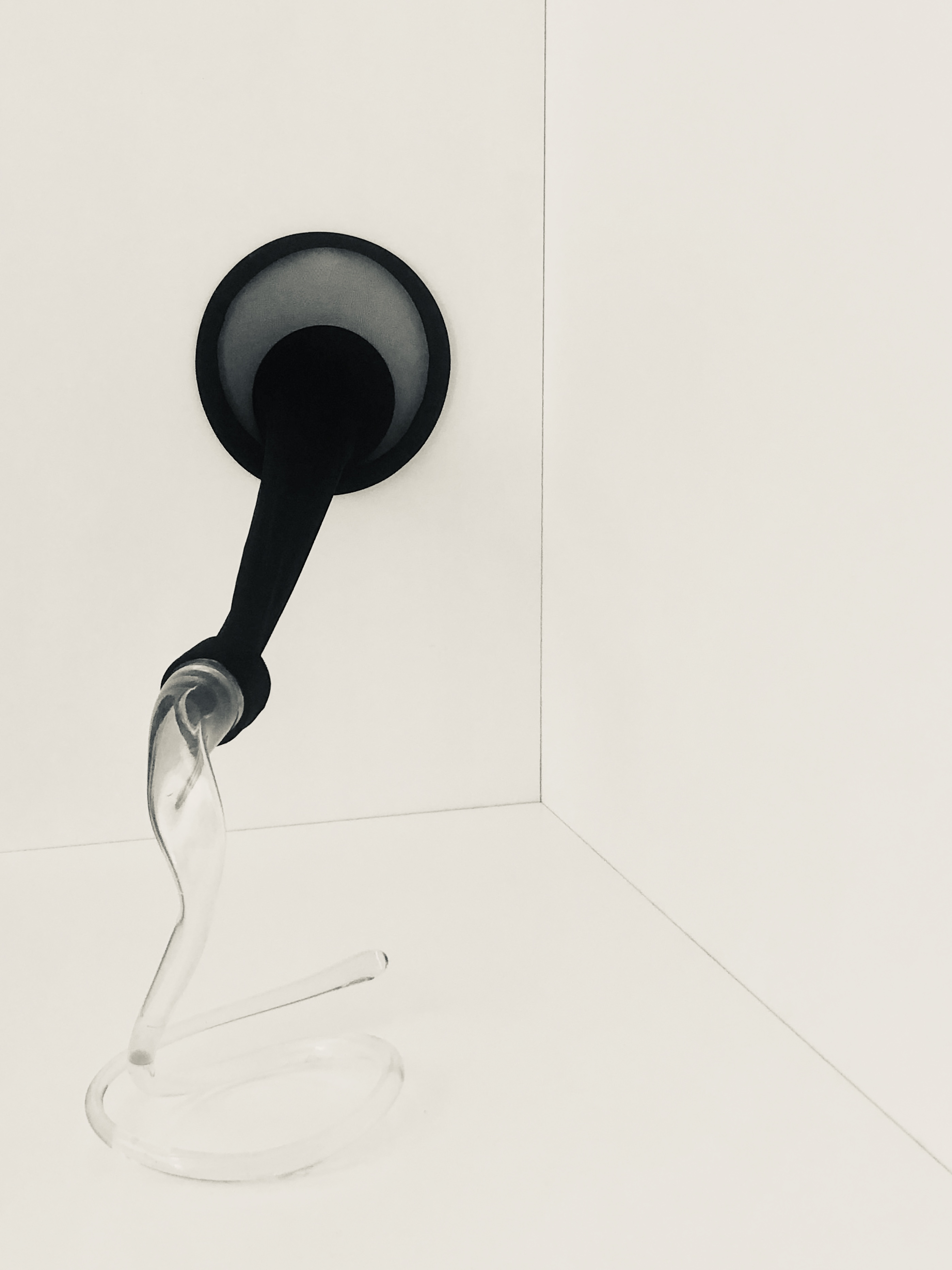
"Destreza", 2017, em exposição no Convento de Lóios, Santa Maria da Feira, setembro de 2019.

O trabalho artístico de Rute Rosas é simultaneamente auto-referencial, auto-biográfico e ficcional. Os seus projetos artísticos apresentam-se sob estratégias materiais que frequentemente combinam o têxtil, o vidro, o Happening, a fotografia, o som e a imagem em movimento. O seu trabalho pode ser visto frequentemente na Contextile, em museus municipais, em bienais de arte, em fundações, entre outros. Começa a expor na segunda metade da década de 1990 na Galeria Serpente, com direção de Isabel Cabral e Rodrigo Cabral, e de seguida na Galeria Canvas, gerida por José Mário Brandão e Albuquerque Mendes, que promovia também o trabalho de artistas como Cláudia Amandi, Pedro Tudela, Rui Chafes, Lygia Pape e Efrain Almeida. "Rua 17 de Dezembro" é o título da sua primeira exposição (2003) no Brasil, no Castelinho do Flamengo, Rio de Janeiro, com curadoria de Paulo Reis. . 

## Arte Pública
Em 2018, Rute Rosas participou no simpósio Arte e Sustentabilidade, na cidade de Braga, Portugal, que deu origem ao projeto "Do Tempo, no Espaço, uma Ponte, um Apelo. Contigo ou sem Ti" no Parque Municipal da Ponte. A proposta é uma intervenção escultórica in situ constituída por um elemento em chapa de ferro e iluminação no lago, uma chapa de ferro instalada sob o solo, relva, sementes de relva, adubo, tintas de diversos vermelhos em DST, casa de máquinas e iluminação led.

## Coleções
O trabalho de Rute Rosas pertence a várias coleções: Fundação P.L.M.J., Fundação António Prates, Associação Nacional de Jovens Empresários, Museu de Arte de Vila Nova da Cerveira, Museu do Estuque, Portugal, Museu Quiñones de León, Espanha, Comunidi Manciano, Itália, Câmara Municipal das Caldas da Rainha, Câmara Municipal de Abrantes, Câmara Municipal de Cinfães, Prefeitura do Rio de Janeiro, Brasil, Universidade do Porto, Portugal, Coleção Fabio Szwarcwald, Brasil.

## Prémios
- 2005 Prémio XIII Bienal de Cerveira
- 2005 Menção Honrosa no âmbito do Prémio Vespeira na categoria de fotografia
- 1997 Prémio CER.TA.ME / Prémio Nacional de Cerâmica, Talha e Metais na categoria de Escultura em Metal
- 1996 Prémio Fundação Eng.º António de Almeida
- 1994 Menção Honrosa no Concurso Nacional de Jovens nas Artes - Associação Nacional de Jovens Empresários